# Elisa de Guizette
Elisa de Guizette (1911 — 1988) foi uma atriz portuguesa.

## Biografia
Elisa Moreno Gonzalez nasceu em Barcelona no ano de 1911.
Foi uma actriz recorrente no teatro musicado português, fez várias operetas e revistas.
Trabalhou também em cinema e televisão.
Nos últimos anos trabalhou no Teatro Experimental de Cascais, Cooperativa de Teatro Popular (Almada) e Casa da Comédia.
Faleceu em 1988.

## Televisão
- 1963 - Melodias de Sempre
- 1975 - Fuenteovejuna[6]
- 1975 - Espião Nacionalizado Nosso[7]
- 1982 - O Incendiário[8]
- 1983 - Lisboa Sociedade Anónima (Impossível Evasão)[9]

## Cinema
- 1978 - O Rei das Berlengas[10]
- 1980 - A Culpa[11]
- 1983 - Sem Sombra de Pecado[12]

## Teatro
| Ano  | Peça                       | Teatro                                             | Notas         |
| ---- | -------------------------- | -------------------------------------------------- | ------------- |
| 1928 | Seda e Ouro                | Coliseu dos Recreios                               | [ 13 ]        |
| 1935 | A Última Maravilha         | Coliseu dos Recreios                               | [ 14 ]        |
| 1939 | O Salto da Morte           | Coliseu dos Recreios                               | [ 15 ]        |
| 1941 | Sonho de Valsa             | Coliseu dos Recreios                               | [ 16 ]        |
| 1942 | O Mundo em Marcha          | Coliseu dos Recreios                               | [ 17 ]        |
| 1943 | A Pérola da China          | Teatro da Trindade                                 | [ 18 ]        |
| 1944 | Alvorada do Amor           | Coliseu dos Recreios                               | [ 19 ]        |
| 1949 | A Dança das Libélulas      | Coliseu dos Recreios                               | [ 20 ]        |
| 1950 | O Conde de Luxemburgo      | Coliseu dos Recreios                               | [ 21 ]        |
| 1951 | Lisboa é Coisa Boa         | Coliseu dos Recreios                               | [ 22 ]        |
| 1953 | Lisboa Antiga              | Teatro Apolo                                       | [ 23 ]        |
| 1953 | Eva no Paraíso             | Teatro Apolo                                       | [ 24 ]        |
| 1954 | Viva o Homem!              | Teatro Avenida                                     | [ 25 ] [ 26 ] |
| 1955 | Cidade Maravilhosa         | Coliseu dos Recreios                               | [ 27 ]        |
| 1956 | Fonte Luminosa             | Coliseu dos Recreios                               | [ 28 ] [ 29 ] |
| 1959 | Há Feira no Coliseu        | Coliseu dos Recreios                               | [ 30 ]        |
| 1960 | Mulheres de Sonho          | Coliseu dos Recreios                               | [ 31 ]        |
| 1973 | Fuenteovejuna!             | Teatro Experimental de Cascais                     | [ 32 ] [ 33 ] |
| 1976 | A Ópera de Três Vinténs    | Teatro Experimental de Cascais                     | [ 34 ] [ 35 ] |
| 1976 | A Grande Jogada            | Cooperativa de Teatro Popular (Academia Almadense) | [ 36 ]        |
| 1977 | O Segredo do Faísca        | Cooperativa de Teatro Popular (Academia Almadense) | [ 37 ]        |
| 1977 | Atira o Barrete ao Ar!     | Cooperativa de Teatro Popular (Academia Almadense) | [ 38 ] [ 39 ] |
| 1986 | Quase Por Acaso Uma Mulher | Casa da Comédia                                    | [ 34 ] [ 35 ] |